# Эренберг, Христиан Готфрид
Хри́стиан Го́тфрид Э́ренберг (нем. Christian Gottfried Ehrenberg; 19 апреля 1795, Делич — 27 июня 1876, Берлин) — немецкий естествоиспытатель, зоолог, геолог, основатель микропалеонтологии, ботаник, миколог.
Член Прусской академии наук (1827; корреспондент с 1826), иностранный член Лондонского королевского общества (1837), Парижской академии наук (1860; корреспондент с 1831), иностранный член-корреспондент (1829) и почётный член (1840) Петербургской академии наук.

## Биография
Христиан Готфрид Эренберг родился 19 апреля 1795 года в Деличе.
Его докторская диссертация, Sylvae mycologicae Berolinenses, которую он защитил в 1818 году, была посвящена грибам.
В 1820—1825 гг., во время научной экспедиции на Ближний Восток со своим другом Вильгельмом Гемприхом, он собрал тысячи образцов растений и животных. Исследовал части Египта, Ливийской пустыни, Долину Нила и северное побережье Красного моря, где провёл изучение кораллов. Впоследствии он посетил части Сирии, Аравии и Абиссинии. Некоторые результаты этих путешествий были опубликованы Гумбольдтом в 1826 году. По возвращении издаёт несколько работ о насекомых и кораллах и два тома работы Symbelae physicae (1828—1834), со значительным количеством сведений о млекопитающих, птицах, насекомых. Проводил исследования и собрал документальные свидетельства кровяного дождя и в 1849 году опубликовал монографию «Пассатная пыль и кровяной дождь» (нем. Passat-Staub und Blut-Regen).